# Cantone di Montmirail (Sarthe)
Il Cantone di Montmirail era una divisione amministrativa dell'arrondissement di Mamers.
È stato soppresso a seguito della riforma complessiva dei cantoni del 2014, che è entrata in vigore con le elezioni dipartimentali del 2015.
Comprendeva i comuni di:
- Champrond
- Courgenard
- Gréez-sur-Roc
- Lamnay
- Melleray
- Montmirail
- Saint-Jean-des-Échelles
- Saint-Maixent
- Saint-Ulphace